# Slobodan Kuzmanovski
Slobodan Kuzmanovski (Šabac, 11 giugno 1962) è un ex pallamanista serbo, fino al 1992 jugoslavo.

## Palmarès

### Olimpiadi
- 2 medaglie:
  - 1 oro (Los Angeles 1984)
  - 1 bronzo (Seul 1988)